# Simhásana

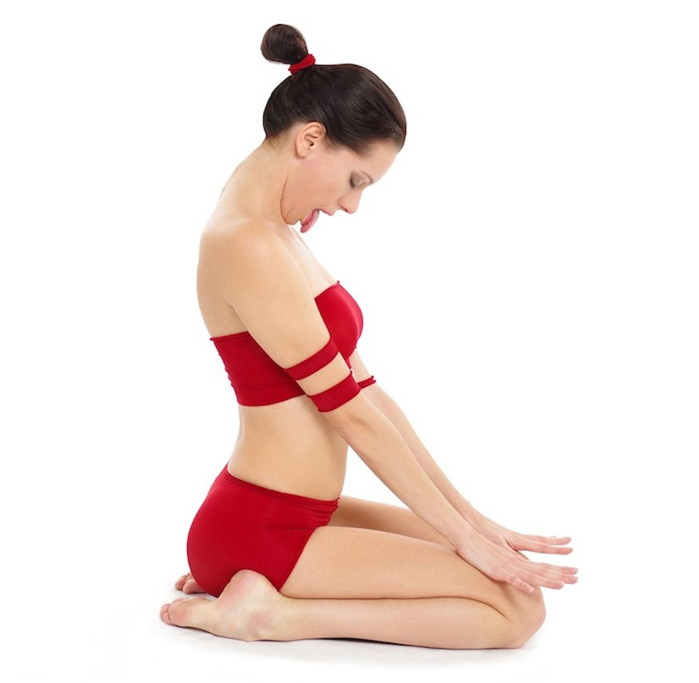
Simhásana

Simhásana (सिंहासन;) neboli pozice Lva je jednou z lehkých ásan.

## Etymologie
Název pochází ze sanskrtského slova simha (सिंह) lev a asana (आसन) posed/pozice.

## Popis
1. Vychází se z vadžrásany, Kolena mírně od sebe, prsty nohou opřeny o podložku nebo natažené
2. Dlaně na kolena a propnout paže.
3. Hluboký nádech nosem a mírně zvednutí ramen.
4. Vydech ústy, zapřít se dlaněmi do kolen a roztáhnout prsty, podívat se vzhůru.
5. Vypláznout jazyk a vydat zvuk připomínající lva (foneticky „AAAA“), zvuk vychází z břicha, ne z hrdla.